# 陸奎
陸奎（1440年—？），字文曜，直隸蘇州府嘉定府人，民籍。明朝政治人物。進士出身。

## 生平
成化元年（1465年）舉乙酉科應天府鄉試第十四名。成化五年（1469年）乙丑科會試第一百六十三名，殿試登進士第二甲第五十二名。

## 家族
曾祖陸義。祖父陸江。父亲陸稷。